# Памятник Умшлагплац

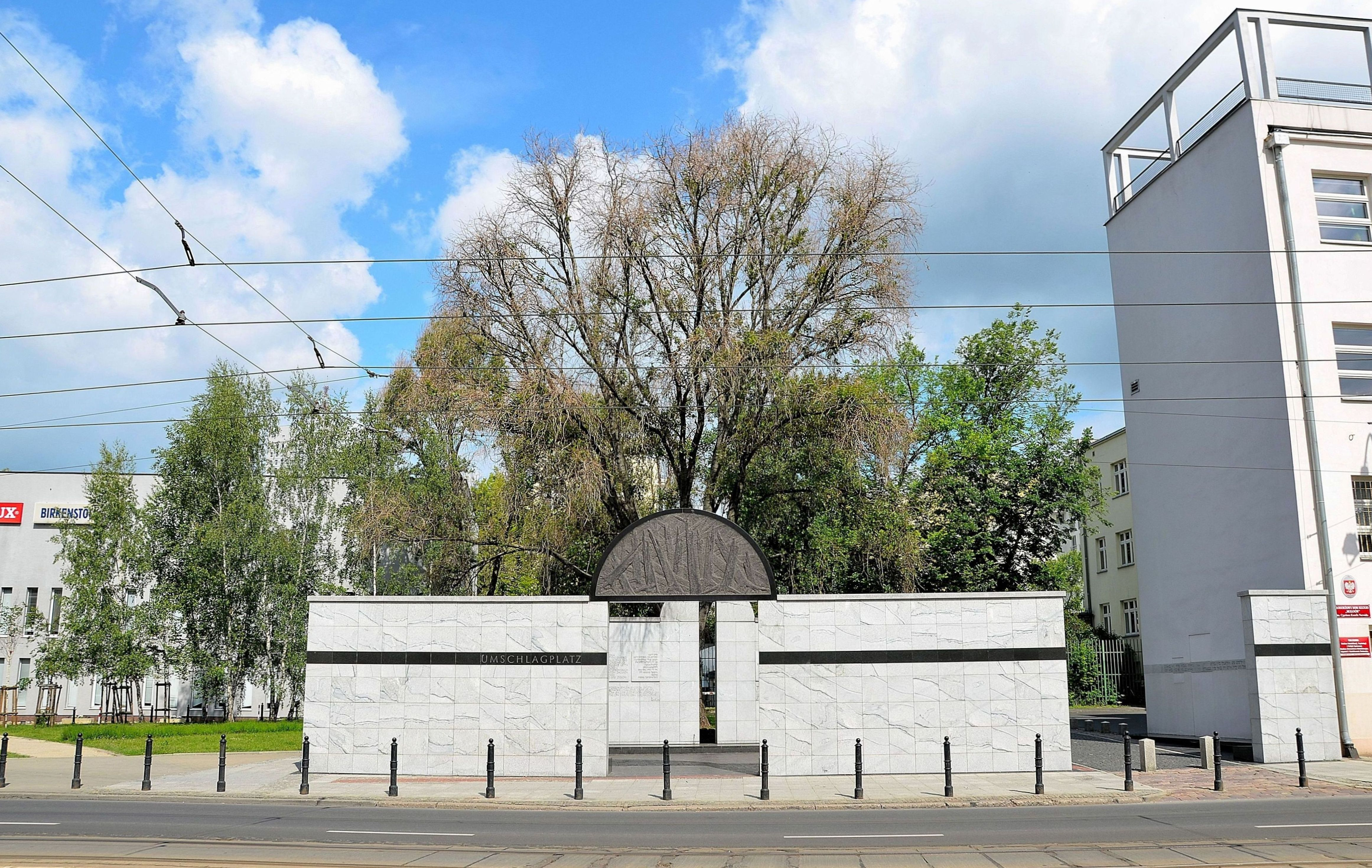
Умшлагплац

Памятник Умшлагплац (полное название — Стена-Памятник Умшлагплац) — памятник, посвящённый жертвам лагерей смерти. Находится в Варшаве на улице Ставки, на территории бывшей погрузочной площади. В 1942—1943 годах немцы вывезли с этой площади в лагерь смерти в Треблинке и в лагеря люблинского округа более 300 тысяч евреев из варшавского гетто.

## Описание

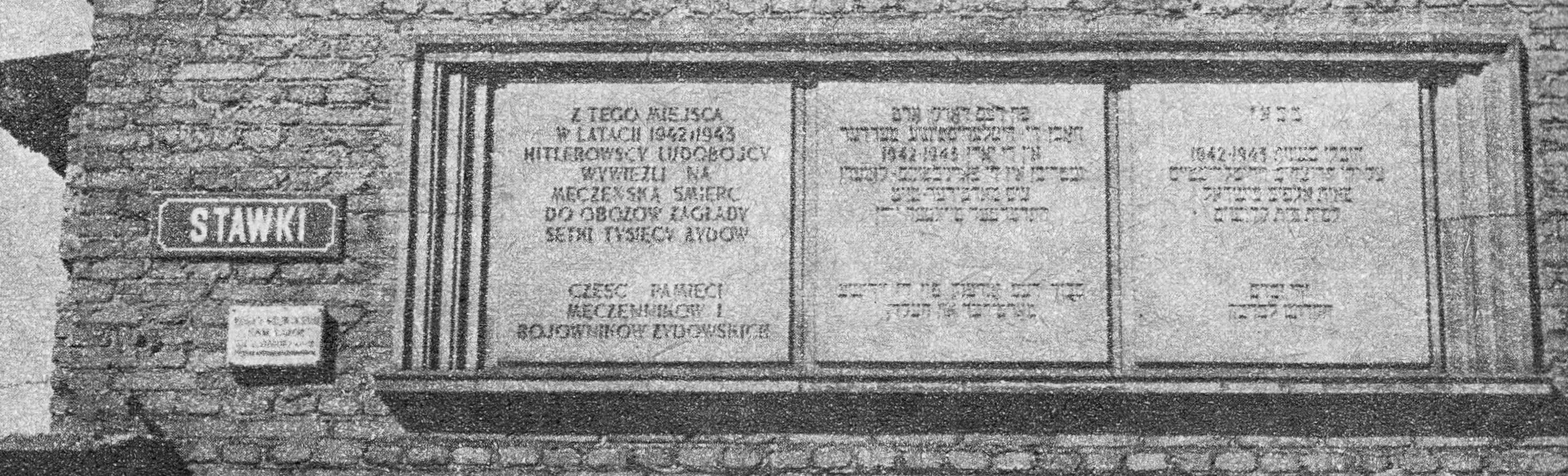
Первые послевоенные увековечивания Умшлагплац

Памятник был открыт 18 апреля 1988 года в преддверии 45-й годовщины начала восстания в Варшавском гетто. Был создан на основе проекта Ханны Шмаленберг и Владислава Кламеруса. Имеет форму белой четырёхметровой стены с чёрным ремнём на передней стенке памятника, что является символом цветов еврейских ритуальных одеяний. Окружённое стеной, пространство в форме прямоугольника размером 20×6 метров символизирует открытый железнодорожный вагон. На внутренней стене монумента в алфавитном порядке – от Aby до Żanny – выгравировано 400 самых популярных до войны польских и еврейских имен. Они показывают вековое сосуществование в Варшаве обеих общин и взаимопроникновение их культур и религий. Каждое имя также символически знаменует тысячи жертв варшавского гетто. В центральной части стены находится четыре каменные таблички с надписями на языках идиш, иврит, польском и английском языках.

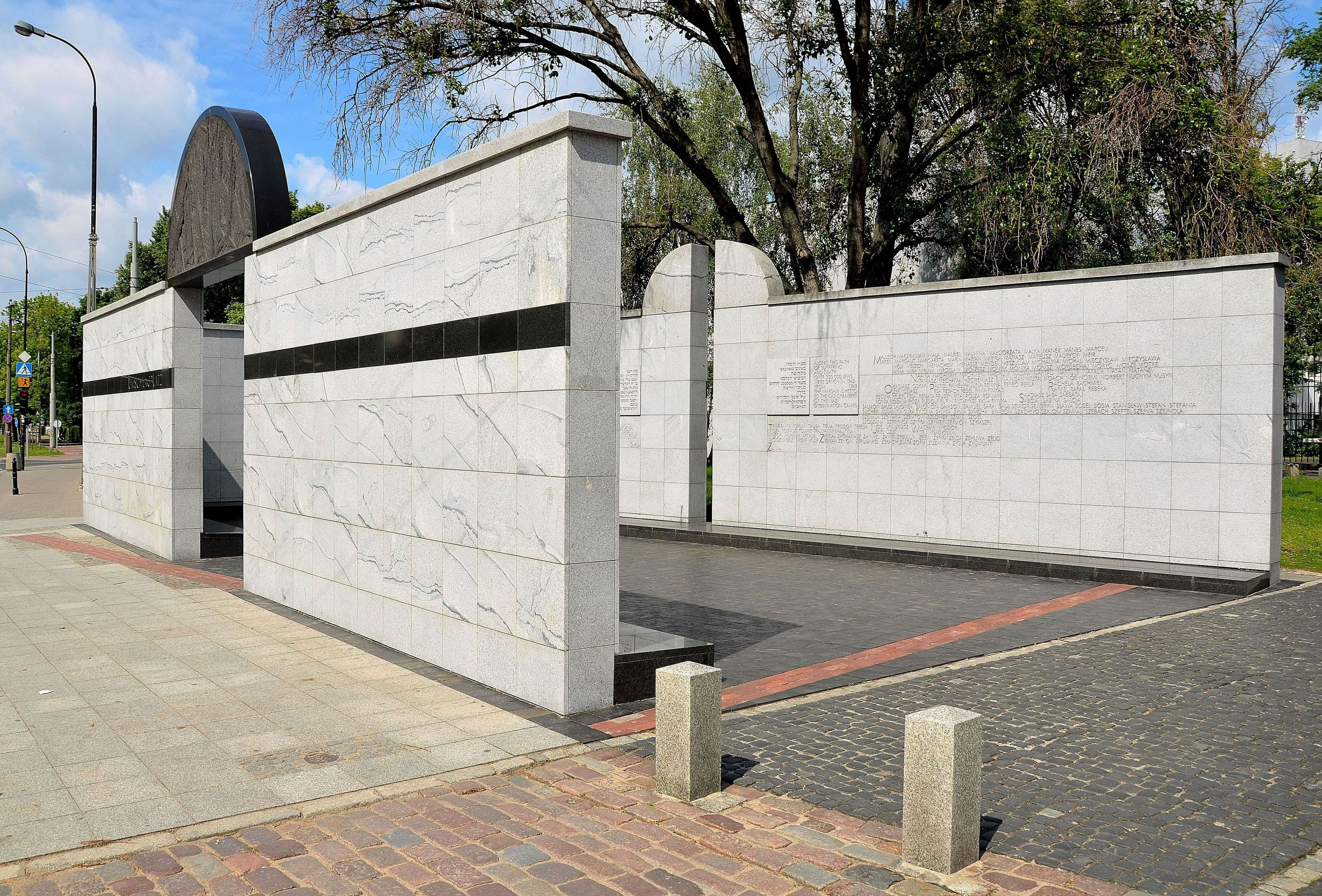
Стены памятника, окружающие с трёх сторон фрагмент бывшего Умшлагплац. На переднем плане дорога смерти. Надпись гласит: «Этим путём страдания и смерти в 1942—1943 годы из созданного в Варшаве гетто до гитлеровских лагерей смерти прошли более 300 тыс. евреев».

Ворота на территорию венчает полукруглая чёрная доска, напоминающая маццеву, выточенная из блока сиенита, подаренного правительством и обществом Швеции. На нём размещены барельеф с изображением разбитого леса (в еврейском погребальном искусстве сломанное дерево означает преждевременную, насильственную смерть) символизирует гибель еврейского народа. На оси главных широких ворот также есть вторые ворота — узкий вертикальный просвет увенчанный рассеченной маццевой, через которую видно дерево, выросшее за памятником уже после войны. Оно является символом надежды. Осевое расположение двух ворот будет символизировать переход от смерти к надежде жизни.

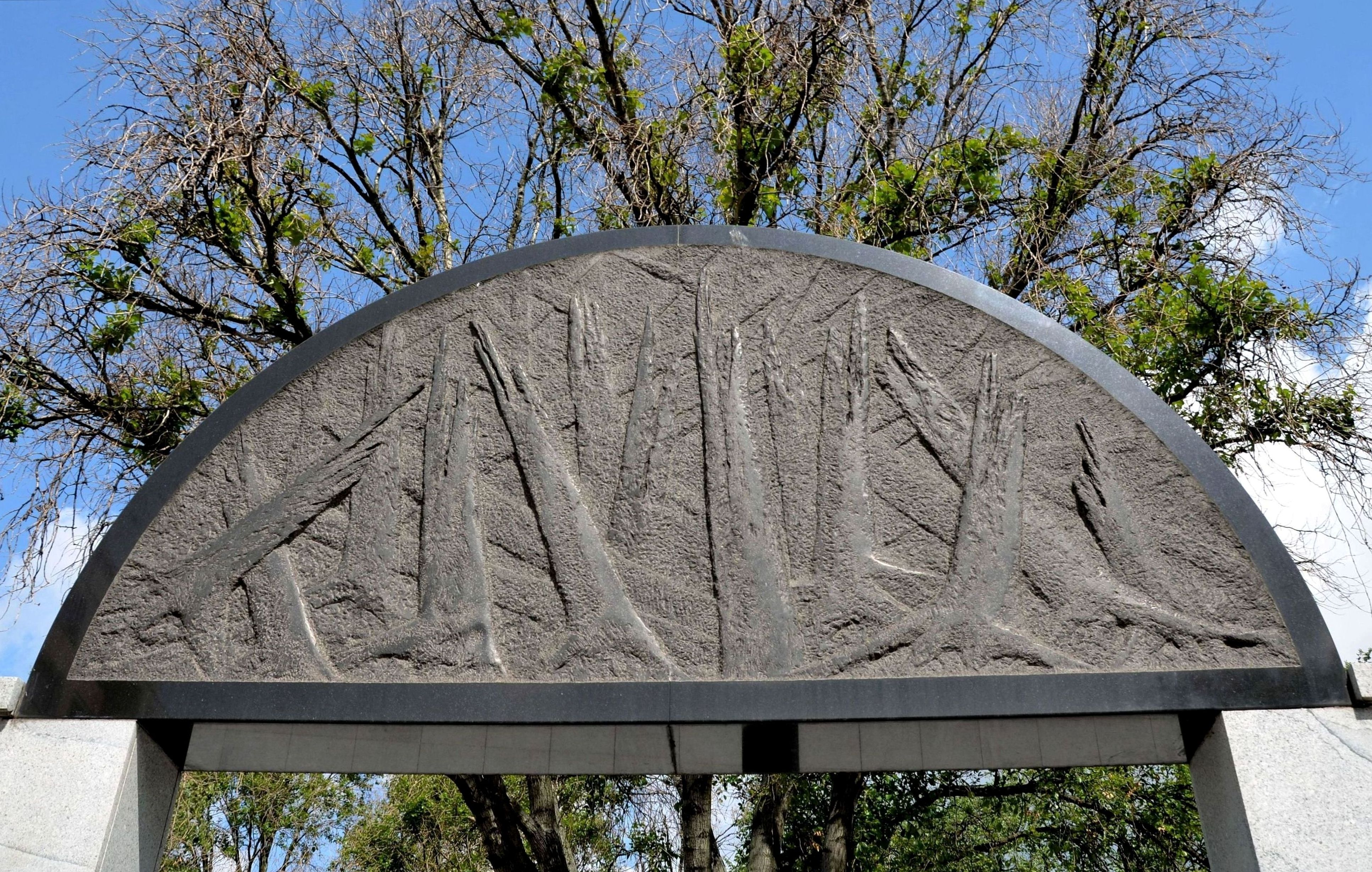
Сиенитовый блок над входом с символом разбитого леса

На боковой стене, рядом с памятью о здании (до войны № 8, в настоящее время № 10) находится цитата из Книги Иова на польском, идиш и иврите: «Земля, не скрывай моей крови, чтобы мой крик не прекращался» (16, 18). Надпись пересекает контуры двух окон и двери. От края улицы Ставки, между главным корпусом памятника и стеной школы, лежит под небольшим уклоном дорога смерти, по которой на железнодорожную рампу гнали евреев, ожидающих на площади транспортировки в Треблинку. В рамках празднования дорога была вымощена черной базальтовой костью.
На задней стене памятника высечена табличка с именами его создателей и учредителей.
Памятник представляет собой заключение, открытой в тот же день, что и Дороги Памяти Мученичества и Борьбы евреев, которая начинается на пересечении улиц Анилевича и Заменгофа и простилается по улицам Заменгофа, Дюбуа и Ставки.
11 июня 1999 года, во время своего седьмого апостольского путешествия в Польшу, молитву за еврейский народ прочёл здесь папа Иоанн Павел II.

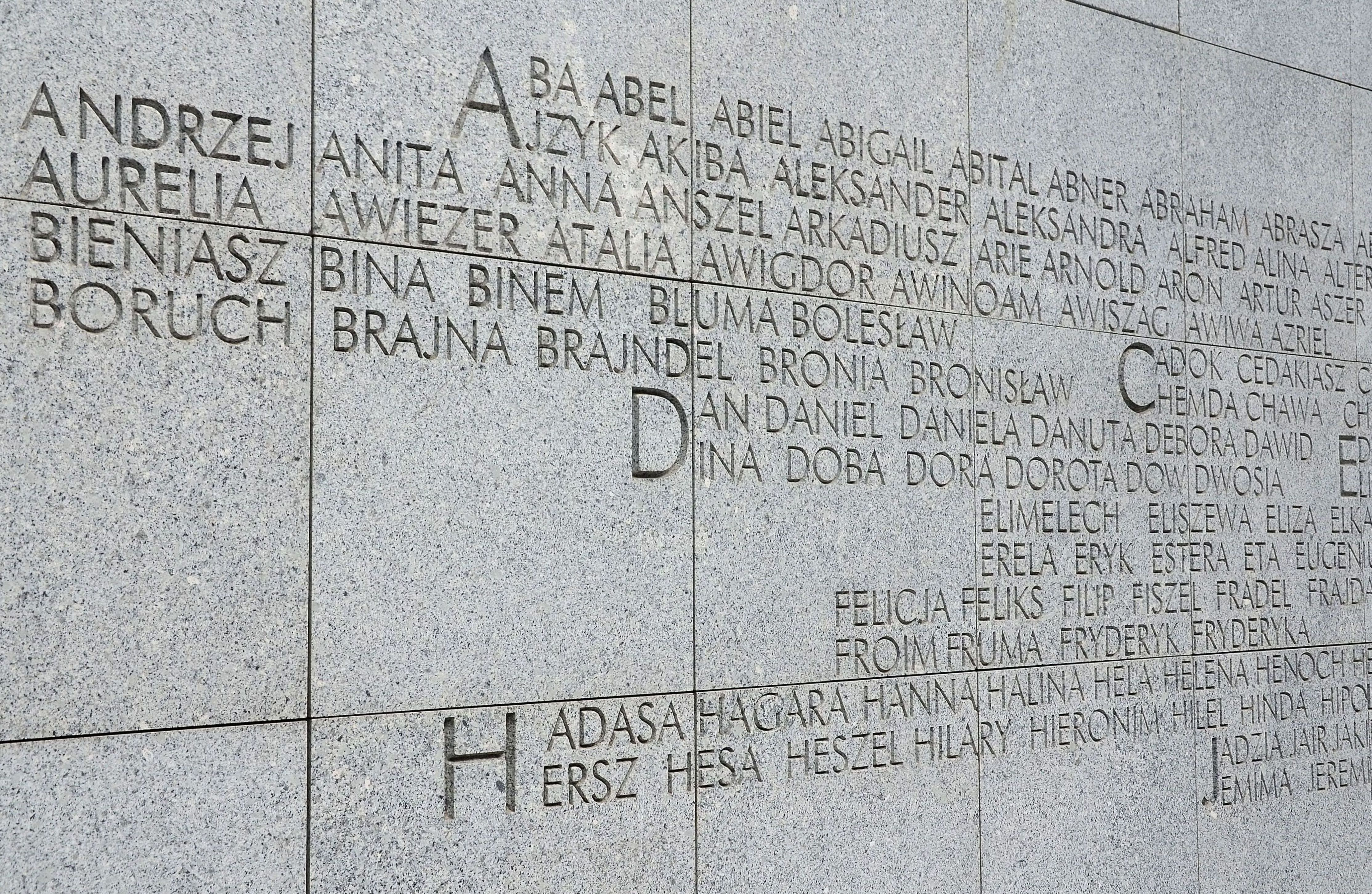
Имена, выгравированные на стене мемориала

В 2002 году памятник, сохранившийся фрагмент площади и оба прилегающие к ней здания (перед войной Ставки 4/6 и 8, в настоящее время №10) были внесены в реестр памятников.
В 2007—2008 гг. был проведён капитальный ремонт памятника, который находился в очень плохом состоянии из-за низкого качества материалов, используемых для его изготовления. Плиты из белого мрамора Белая Марианна заменили тогда облицовкой, изготовленной из более прочного для непогоды серого гранита с Зимника в Нижней Силезии. В соответствии с проектом Ханны Шмаленберг и Терезы Мурак, сквер вокруг памятника был разрезан глиняно-гравийной дорожкой, а от перекрестка улиц Ставки и Дикой вглубь сквера были посажены узкой рябью полосы, расцветающие синим (цвета флага Израиля) Иисопа.
В память о жертвах переселений из варшавского гетто 1942 года, с 2012 года ежегодно 22 июля у памятника начинается Марш Памяти, организованный Еврейским Историческим Институтом.

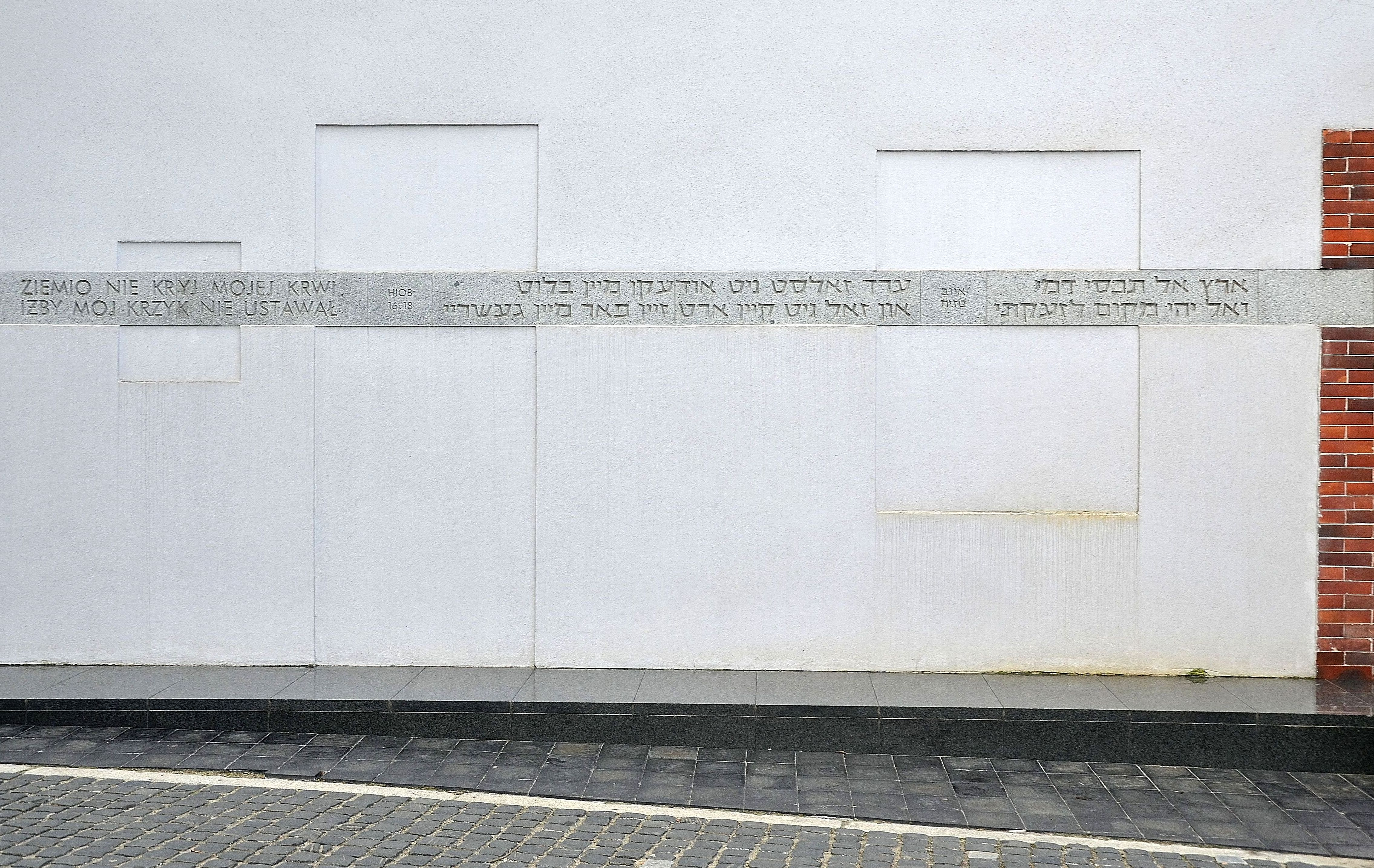
Цитата из Книги Иова на боковой стене здания, пересекающей контуры окон и дверей

## Первое ознаменование Умшлагплац
Нынешний памятник заменил первые послевоенные памятники этого места в виде таблицы из песчаника, расположенной в 1948 году на боковой стене одного из зданий Умшлагплац (со стороны улицы Ставки). На ней была надпись на польском, иврите и идиш:
"С этого места в годы 1942 и 1943 фашистские убийцы вывезли на мученическую смерть в концлагерях сотни тысяч евреев. Честь памяти еврейских мучеников и бойцов."

## Окружение

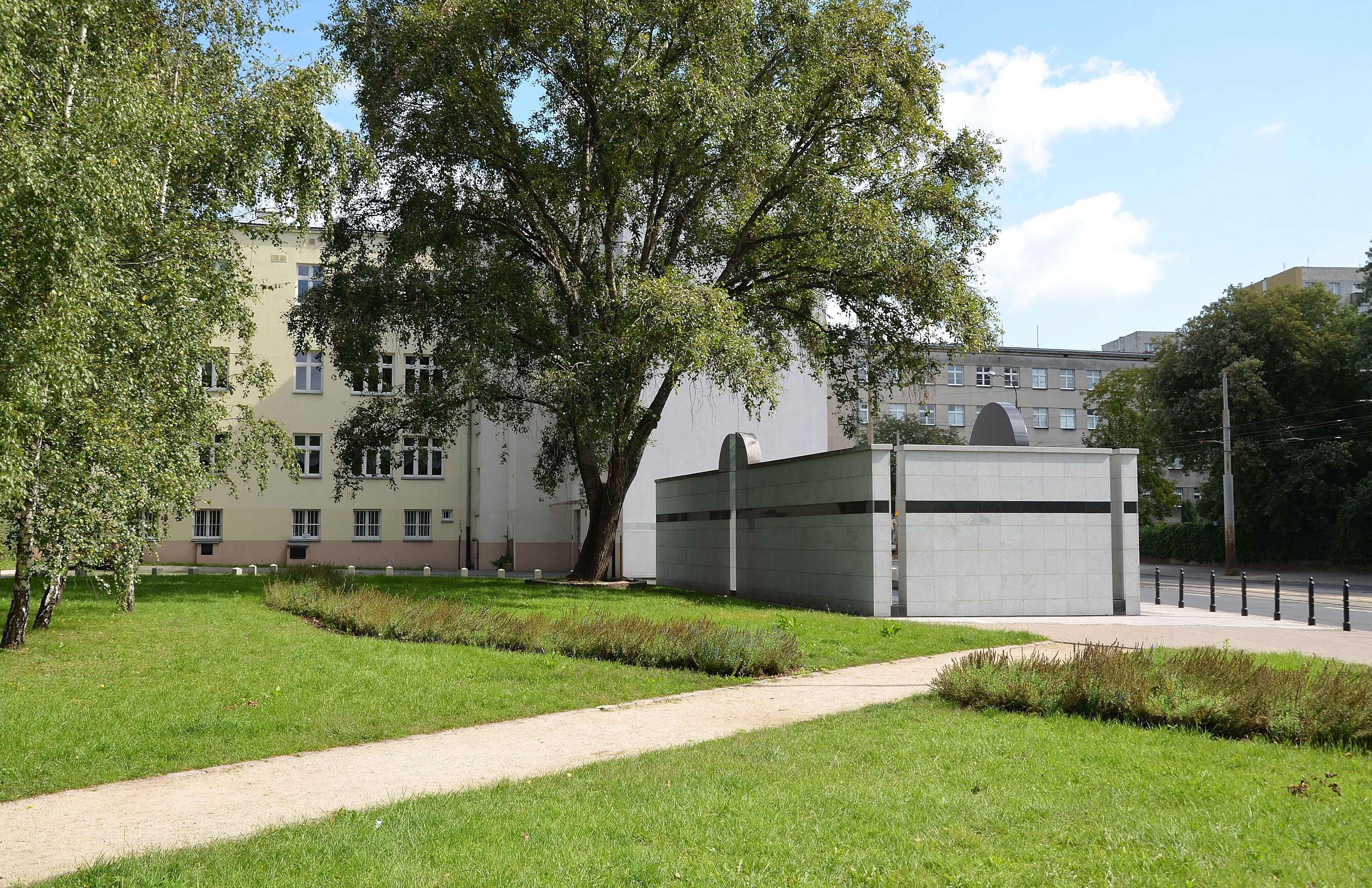
Памятник со стороны ул. Дикой

- Тракт Памяти Мученичества и Борьбы Евреев – каменный блок, увековечивающий создание немцами в 1940 гетто в Варшаве (улица Ставке, угол Дикой).
- Здание факультета психологии Варшавского Университета (до войны № 21, в настоящее время № 5/7) – в этом здании в 1942—1943 годы находился отряд СС, руководящий Умшлагплац.
- Позади Группы Школ Лицеальных и Экономических 1 сохранился фрагмент стены гетто, представляющий собой границу Умшлагплац[11][12]. В 2014 был разобран и после очистки кирпича воспроизведен снова[13].